# 山本薩夫
山本 薩夫（やまもと さつお、1910年7月15日 - 1983年8月11日）は、日本の映画監督。鹿児島県出身。早稲田大学文学部独文科中退。
甥たち（兄山本勝巳の子）が、俳優の山本學、山本圭、山本亘で、自身の作品への配役も多い。息子の山本駿、山本洋も映画監督。

## 来歴
両親とも石川県小松市の出身（薩夫の本籍も石川県）。札幌農学校を中退して農商務省の官吏になった父が愛知県庁を振り出しに各地の県庁を転々とし、鹿児島県庁勤務時に薩夫が生まれた。名前もそこから付けられた。6人兄弟の末っ子で兄弟はそれぞれ別の土地で生まれた。薩夫が2歳になる前に父が愛媛県庁に転勤し、一家は愛媛県松山市に引っ越す。この時期に長兄の友人で、のちに共産党弾圧で獄死した重松鶴之助や俳人・中村草田男らの知遇を得る。重松の勧めで通った油絵の塾の先生が伊丹万作だった。以後中学一年まで松山で育つ。1923年に旧制松山中学校（現：愛媛県立松山東高等学校）に入学するが、父が定年となり、兄が東京大学に入学したことを機に一家は上京し、薩夫も明治中学に編入した。1929年、一年間浪人したあと第一早稲田高等学院へ入学。浪人時代より新劇に興味を持ち始め、学生時代は左翼運動に傾倒していった。1932年、早稲田大学に進学するが、軍事教練反対のための学生集会を開いたため、特高に検挙され中退を余儀なくされた。
中退後は新劇の世界に入りたかったが、当時は新劇への弾圧が厳しく、映画ならば何とか食べていけると考え、重松鶴之助から伊藤大輔を紹介してもらう。伊藤大輔からの勧めもあり、1933年に大手映画会社である松竹蒲田撮影所に入社し、成瀬巳喜男監督の助監督を務める。後に成瀬がPCL（東宝の前身）に移籍することになり、山本も成瀬から誘いもあって行動を共にした。新興映画会社だったPCLでは役者の数が非常に少ない状態で、チーフ助監督だった山本は、弾圧に苦しんでいた宇野重吉や滝沢修といった新劇俳優たちを撮影所に連れて来ては、映画に出演させる機会をできるだけ多く作っていった。
1937年、吉屋信子原作の『お嬢さん』で監督に昇進し、続いて監督した『母の曲』が記録的なヒットとなる。私生活では、学生時代より交際していた小林よ志江と結婚し、2男1女をもうける。戦時中は『翼の凱歌』『熱風』といった戦意高揚映画も監督していたが、『熱風』が完成した直後に召集令状が届き、佐倉連隊に所属し北支を転戦した。この時期、山本が映画監督であることに因縁をつけられ、のちの『真空地帯』で描かれたような上官たちからの執拗ないじめを受ける。その後は報道班に転属し、当地にて終戦を迎える。
1946年6月に復員し、9月には東宝に復帰する。当時、東宝は東宝争議第2次争議の最中であり、山本は組合側の代表格として会社側と敵対するようになる。1947年には戦後第1作目となる『戦争と平和』を監督し、映画は大変な評判を呼び、キネマ旬報ベストテンの第2位に選ばれる。一方、同じ年に山本は日本共産党に入党する。1948年、会社側が千名以上の解雇を通告したことがきっかけとなり、会社側と組合側の間に第3次争議が勃発する。撮影所に篭城した組合側を排除するために、ついにはアメリカ軍も軍事介入する事態になり、一応は山本を含めた組合指導部16名の退職で騒動は決着となった。
その後は同じく解雇された亀井文夫や伊藤武郎と共にかき氷屋を始めるが商売に失敗する。その頃、争議の解決資金として東宝より振り込まれた1500万円を元手に社会派映画『暴力の街』を監督、映画は製作費を上回る興行成績をあげた。
1950年、連合国軍最高司令官総司令部指令によるレッドパージにより、映画会社からの追放者リストに名を連ねることとなるが、
作品の成功に自信を持っていた山本は、この年、今井正、亀井文夫、伊藤武郎と独立プロダクションである新星映画社を設立。『箱根風雲録』『真空地帯』『太陽のない街』といった反骨精神旺盛かつ骨太な社会派作品を数多く世に出した。1959年には、全国の農村婦人から10円ずつカンパしてもらい、農村映画の傑作『荷車の歌』を製作し、映画は移動映写機を用意して、全国の農村で上映して回った。
『人間の壁』『武器なき斗い』『松川事件』と独立プロでの製作を続けていたが、大映の永田雅一より仕事の依頼を受け、市川雷蔵主演の時代劇『忍びの者』の監督する。当時としては忍者を初めてリアルに描いた作品として大ヒットを記録し、以降は大手映画会社での製作が中心となる。大映では『傷だらけの山河』『証人の椅子』を、東映では『にっぽん泥棒物語』を世に放ち、1965年には医学界にメスを入れた山崎豊子の問題作であり、山本の代表作となった『白い巨塔』を発表する。
1969年に長編記録映画『ベトナム』を製作した後は、日本の大陸への進出の歴史を描いた『戦争と人間』三部作を監督し、金融界の内幕を暴いた『華麗なる一族』を始めとする一連の山崎豊子作品や、構造汚職を摘発した石川達三原作の『金環蝕』、自衛隊のクーデターを描く『皇帝のいない八月』などの社会作を連続して監督した。
『あゝ野麦峠・新緑篇』を撮影した後は、仕事の合間を見ては自伝の執筆を続けていたが、1983年5月19日に入院、8月11日に膵臓癌のため死去。73歳没。墓所は川崎市春秋苑。
自伝は、山本の死後に「私の映画人生」という題名で出版された。野上弥生子の「迷路」、森村誠一の「悪魔の飽食」が次回作として予定されており、また原作の前半部分を山本が映画化した『不毛地帯』の続編（後半部分）の製作も企画されていたが、山本の急逝と共に未完となった。

## 人物
社会派として反体制的な題材を扱いながらも娯楽色豊かに仕上げる手腕・バランス感覚をもった監督として、興行的にも常に成功していたため、共産党を嫌った大映の永田雅一や東宝の藤本真澄など経営者級プロデューサー達にも起用された。多くの大作を残していることから、「赤いセシル・B・デミル」と呼ばれた。戦後の日本映画独立プロ運動の中心的役割をになうと共に、またソ連や中国をはじめ各国の映画人との交流を深め、ベトナム人民支援、チリ連帯、反核活動、全国革新懇などにおける運動に献身的に参加した。
藤本真澄とは奇しくも同じ生年月日のうえ、それぞれ鹿児島県（薩摩）と山口県（長州）に少年期を送り、母校もそれぞれ早稲田と慶應義塾、東宝入り後も監督とプロデューサー、左翼系フリー監督（日本共産党員）と経営幹部（東宝副社長）という風に、対比される要素を多く持っていた。この奇縁は二人の生前から映画界では有名で、猪俣克人・田山力也共著「日本映画作家全史」（1977年現代教養文庫）などでも紹介されている。
映画会社の春闘と自身の映画の製作が重なった場合は、撮影が中断しないよう、ストライキを起こす組合と個別に交渉するなど、共産党員ではあったが、映画監督として現場重視の姿勢を見せていた。

## 監督作品
- お嬢さん（1937年、P.C.L.）
- 母の曲 前・後篇（1937年、東宝）
- 田園交響楽（1938年、東宝）
- 家庭日記 前・後篇（1938年、東宝）

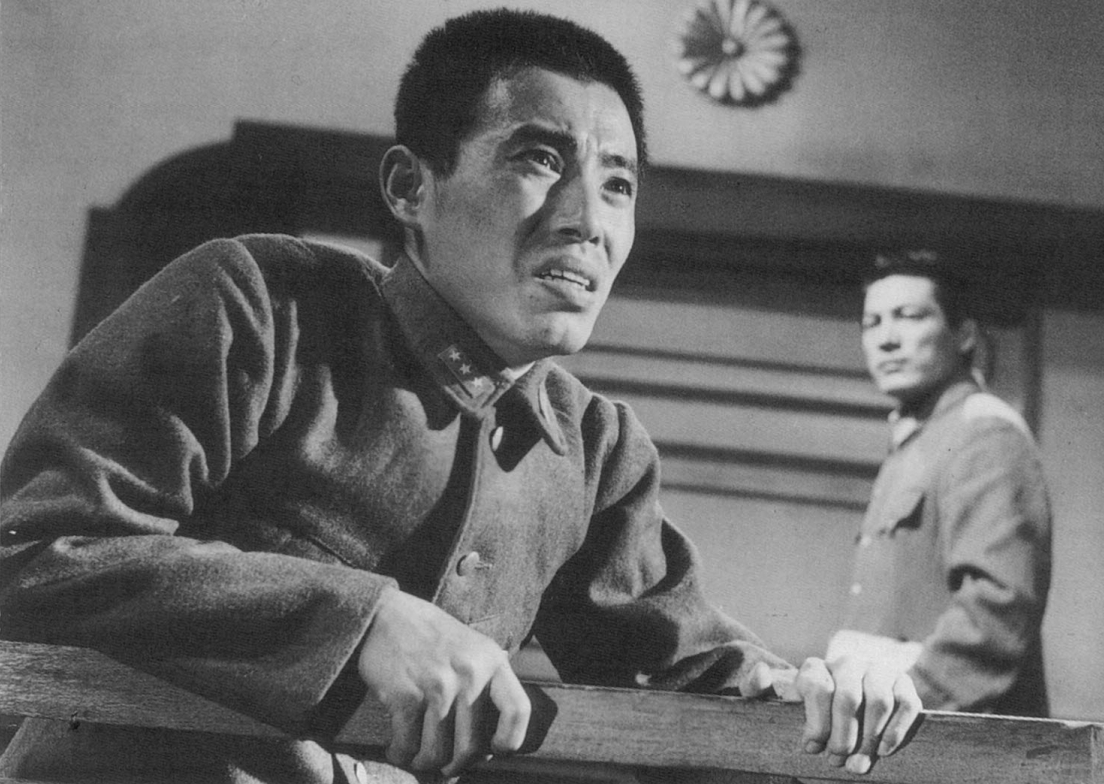
『真空地帯』（1952年）

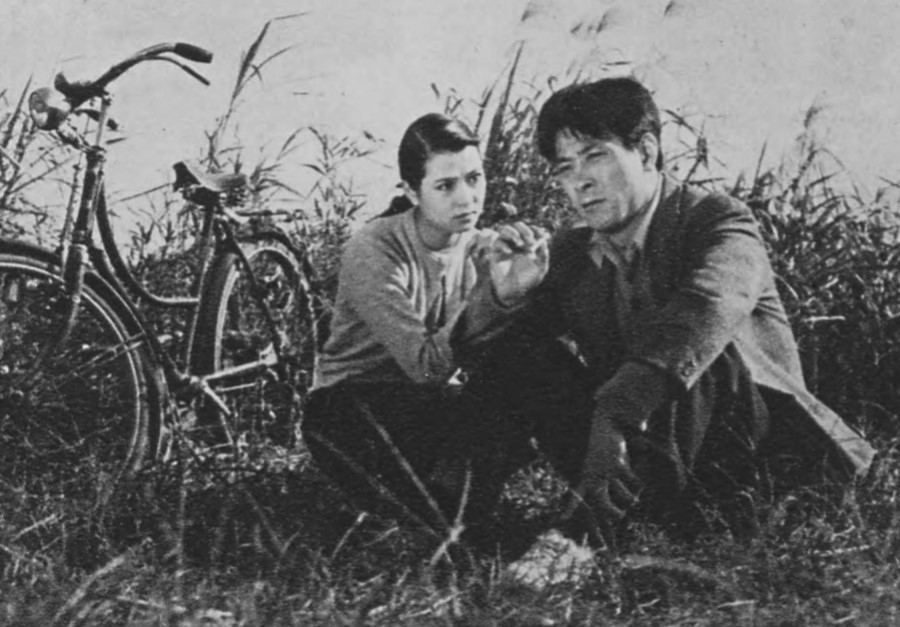
『台風騒動記』（1956年）

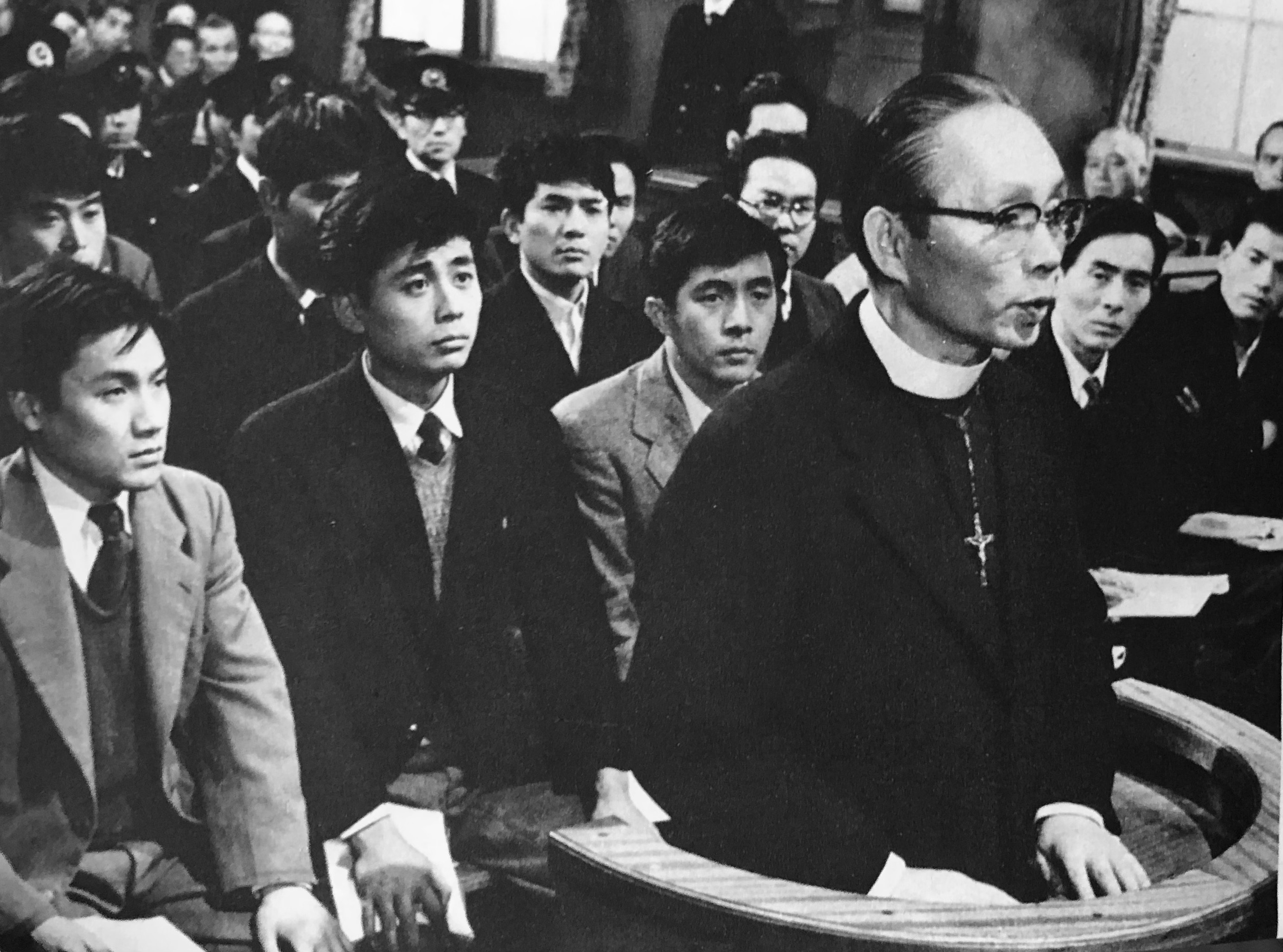
『松川事件』（1961年）

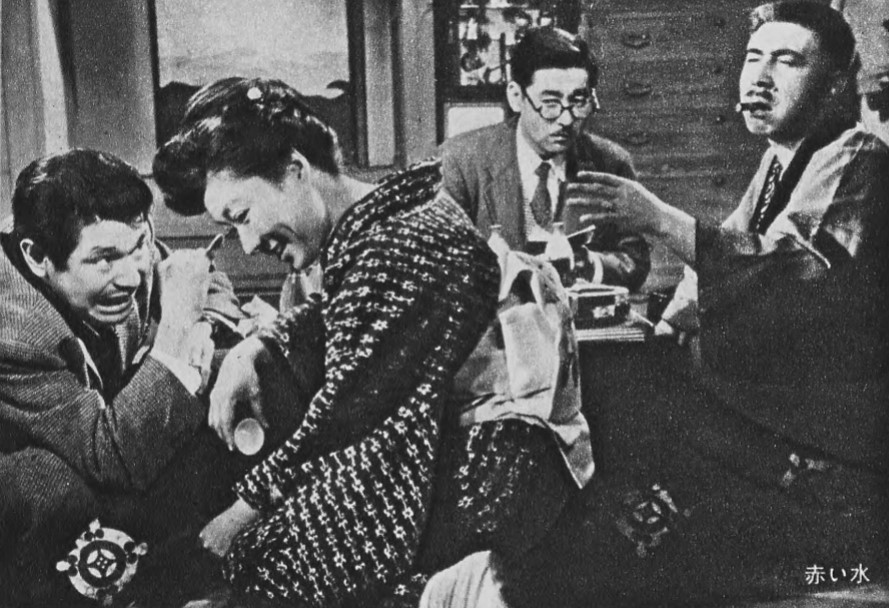
『赤い水』（1963年）

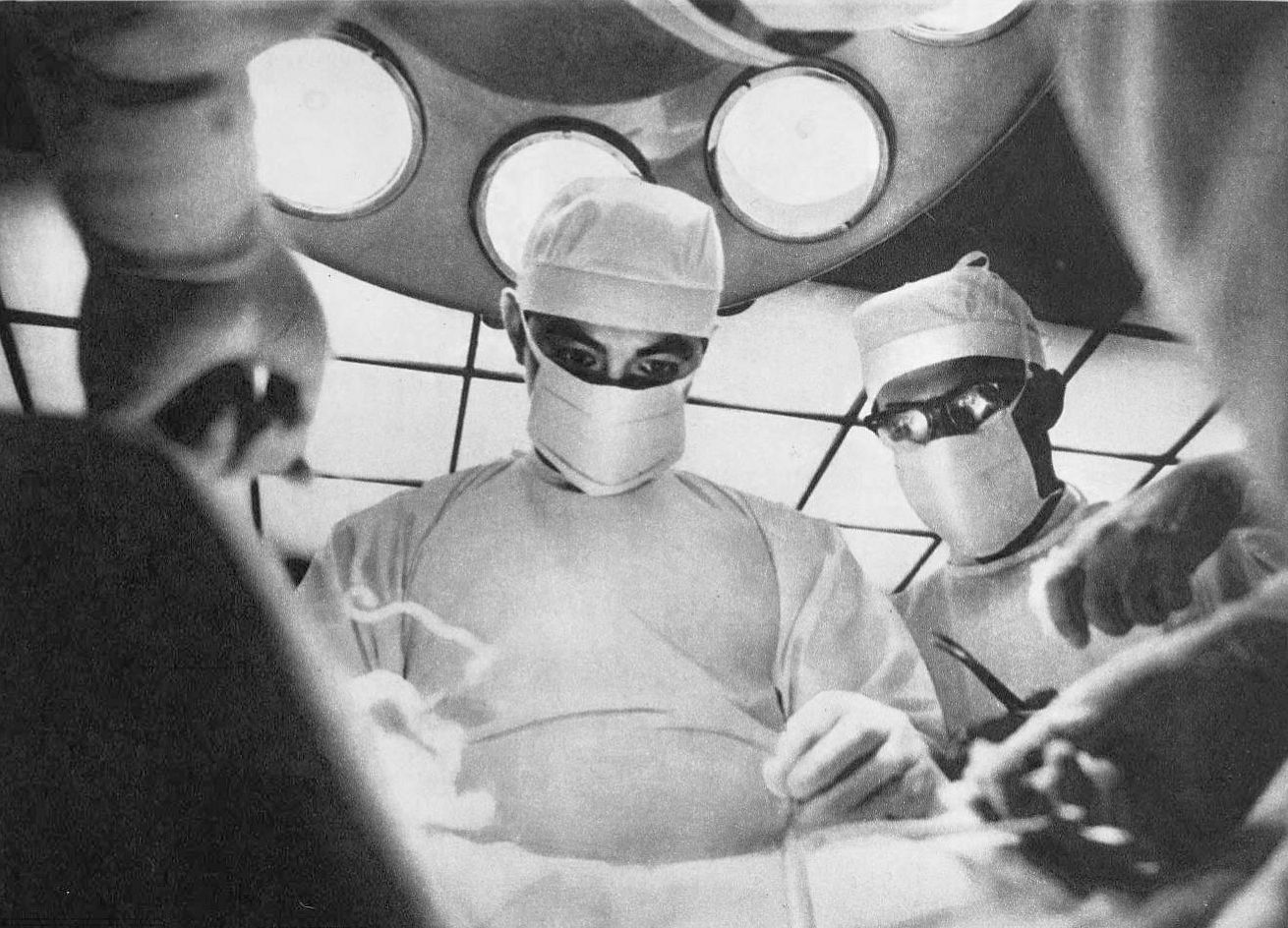
『白い巨塔』（1966年）

- 新篇 丹下左膳 隻手篇（1939年、東宝）
- 美はしき出発（1939年、東宝）
- 街（1939年、東宝）
- リボンを結ぶ夫人（1939年、東宝）
- そよ風父と共に（1940年、東宝）
- 姉妹の約束（1940年、東宝）
- 歌へば天国（1941年、東宝）
- 翼の凱歌（1942年、東宝）
- 熱風（1943年、東宝）
- 戦争と平和（1947年、東宝）
- こんな女に誰がした（1949年）
- ペン偽らず 暴力の街（1950年、大映）
- 箱根風雲録 （1952年、新星映画＝前進座）
- 真空地帯（1952年、新星映画）
- 日の果て（1954年、松竹）
- 太陽のない街（1954年、新星映画）
- 愛すればこそ（1955年）
- 市川馬五郎一座顛末記 浮草日記（1955年、俳優座）
- 雪崩（1956年、東映）
- 台風騒動記（1956年）
- 赤い陣羽織（1958年、歌舞伎座）
- 荷車の歌（1959年、全国農村映画協会、全国の農協のカンパで制作）
- 人間の壁（1959年、新東宝）
- 武器なき斗い（1960年、大東映画）
- 松川事件（1961年、松川事件映画製作委員会）
- 飼育（1961年、NTV）[12]
- 乳房を抱く娘たち（1962年）
- 忍びの者（1962年、大映）
- 赤い水（1963年、大映）
- 続・忍びの者（1963年、大映）
- 傷だらけの山河（1964年、大映）
- にっぽん泥棒物語（1965年、東映）
- 証人の椅子（1965年）
- スパイ（1965年）
- 氷点（1966年、大映）
- 白い巨塔（1966年、大映）
- にせ刑事（1967年、大映）
- 座頭市牢破り（1967年、大映）
- 牡丹燈籠（1968年、大映）
- ドレイ工場 (1968年)
- ベトナム（1969年）
- 天狗党（1969年、大映）
- 戦争と人間 三部作（1970年 - 1973年、日活）

第一部 運命の序曲（1970年）
第二部 愛と悲しみの山河（1971年）
完結篇（1973年）
- 華麗なる一族（1974年、芸苑社）
- 金環蝕（1975年、大映）
- 不毛地帯（1976年、芸苑社）
- 天保水滸伝 大原幽学（1976年）
- トンニャット・ベトナム（1977年）
- 皇帝のいない八月（1978年、松竹）
- あゝ野麦峠（1979年、新日本映画）
- アッシイたちの街（1981年、大映）
- あゝ野麦峠 新緑篇（1982年、東宝）

## メディア
- 映画監督山本薩夫（映画監督山本薩夫をつくる会 1993年）
- 山本薩夫生誕100年（NHK 2010年8月）

## 著書
- 『私の映画人生』新日本出版社、1984年。